# Lucerna
Lucerna (em alemão Luzern) é uma cidade da Suíça que dá nome ao cantão no qual está inserida; um dos 13 cantões que determinam a organização territorial de referência no país. Tem uma população de 82.257 habitantes (2019). Estende-se por uma área de 24,15 km², de densidade populacional de 3.406 hab/km². Confina com as seguintes comunas: Adligenswil, Ebikon, Emmen, Horw, Kriens e Meggen. 
A língua oficial nesta comuna é o alemão.
A cidade situa-se a 436 metros de altitude, e tem 76 156 habitantes (2009). Situada nas margens do rio Reuss e banhada pelo Lago dos Quatro Cantões, Lucerna possui muitas indústrias: metalúrgica, química, têxtil, madeireira e de aparelhos eléctricos. A cidade é também um dos principais centros turísticos do país e sede de festivais internacionais de música.
Os monumentos principais de Lucerna são: restos da muralha medieval da cidade (Museggmauer), Löwendenkmal, o Monumento do Leão, ou Leão de Lucerna que  homenageia os Guardas Suíços que foram massacrados em 1792 durante a Revolução Francesa, Torre da Água (construída cerca 1300) acessível através da Kapellbrücke (a ponte de madeira coberta mais antiga de Europa),a Spreuerbrücke, outra ponte coberta com telas barrocas alusivas à dança da morte (Totentanz). Possui inúmeras igrejas das quais se destacam a Hofkirche igreja renascentista com estatuto de catedral até ao século XIX, a dos Franciscanos em estilo gótico mas com altares e várias capelas laterais em estilo barroco (c. 1200) e dos Jesuítas (1560) a primeira igreja barroca da Suíça. Entre outros edifícios destacam-se o edifício da câmara municipal de estilo renascentista e o palácio do governo cantonal também este renascentista.
A cidade não deve ser confundida com Lugano e Locarno, cidades suíças de língua italiana do cantão de Tessino.

## Tribschen
Tribschen é um bairro de Lucerna, mais conhecido atualmente por ter sido lar do compositor alemão Richard Wagner entre 30 de março de 1866 a 22 de abril de 1872. Sua residência foi transformada em um museu.